# Línguas peba-yagua
As línguas peba-yagua  formam uma família de línguas ameríndias da América do Sul.

## Línguas
- Peba
- Yagua
- Yameo

## Reconstrução
Algumas reconstruções do Proto-Peba-Yagua (Peña 2009):
| n°    | Português                    | Inglês             | Proto-Peba-Yagua |
| ----- | ---------------------------- | ------------------ | ---------------- |
| 1     | eu                           | I                  | *Raj             |
| 4     | nós                          | We                 | *wuj             |
| 22    | um                           | one                | *ta              |
| 36    | mulher                       | woman              | *wa-tV-Ra        |
| 39    | menino                       | boy                | *neRa            |
| 47    | cachorro                     | dog                | *nimji           |
| 73    | orelha                       | ear                | *tiwãj, *tuwãj   |
| 75    | nariz                        | nose               | *nVRV            |
| 77    | dente                        | tooth              | *ha-             |
| 90    | coração; tripas              | heart (guts)       | *Catʃi           |
| 153.1 | lago                         | lake               | *hVmuj           |
| 153.4 | rio                          | river              | *nawa            |
| 159   | terra                        | earth              | *pVpV            |
| 162   | céu                          | sky                | *haRitʃV         |
| 170   | caminho                      | path               | *nu              |
| 209   | arco (empréstimo do Cocama?) | bow (< Cocama?)    | *kanu            |
| 218.  | testa                        | forehead           | *mo              |
| 241.1 | flecha                       | arrow              | *Ruwe            |
| 247.1 | soprar                       | to blow            | *nu              |
| 254   | canoa                        | canoe              | *humVn(j)V       |
| 255   | jacaré                       | caiman             | *nuRutV          |
| 271.5 | pajé                         | Shaman             | *Rima-           |
| 284   | papagaio, periquito          | parrot, budgerigar | *kVasi(j)        |
| 285   | zarabatana                   | blowgun            | *nasij           |
| 503   | arara                        | macaw              | *hapa            |